# 福吉谷
福吉谷（英語：Valley Forge），美国独立战争期间的大陆军的宿营根据地，现为美国国家历史公园。位于美国宾夕法尼亚州切斯特县，斯库尔基尔河畔的菲尼克斯维尔东南方7公里，费城西北29公里处。

## 独立战争之前
1742年，贵格会的实业家约翰·波茨来到福吉谷，在这里建立了铸铁厂。经过几十年的经营，炼铁工厂规模有了扩充，同时又在这里建立发展了生活社区。所以它又被称为“锻造谷”。

## 独立战争时期

### 营地选址
美国独立战争爆发两年后的1777年，随着大陆军在斯塔腾岛战役、布兰迪万河战役等战役的接连失利、大陆议会所在地的费城落入英军之手，10月下旬乔治·华盛顿向下属军官征询大陆军越冬根据地的建议，早在1777年夏天，大陆军军需部长湯馬士·密夫林将军就注意到了福吉谷这个地方，并选中这个地方作为囤积大陆军的弹药储藏地。面对英军的凌厉攻势，在12月5日至8日的怀特马什战役结束之后，越来越多的军官和大陆议会的政治家们意识到有必要在福吉谷建立军营根据地以保卫费城周边地区。

### 进驻福吉谷
12月19日乔治·华盛顿率领12000人的大陆军撤退到福吉谷以图休整。然而由于当时的联邦议会财政困窘，无法有效地提供后勤保障，既不能提前为大陆军建好兵营宿舍、也不能及时为大陆军提供御寒服装和食物，而衣衫褴褛、蓬头垢面，有些人甚至连鞋子都没有的大陆军来到这冰天雪地的地方，就面临着饥寒交迫和露宿野外的窘境。乔治·华盛顿后来对此做了一番描述：“看着那些士兵们衣不裹体，睡觉时没有毯子盖在身上，光着脚的士兵们行进在雪地上，脚上流出的鲜血染红了白雪，什么像样的东西都没有。战士们顶风冒雪，在圣诞节之前来到了宿营地，这里距离敌人仅一天的行程。然而却没有遮风御寒的房子，一切只能自己动手建造。士兵们却对此毫无怨言，在我看来是这真是难能可贵。”这是大陆军在美国独立战争期间所经历的最为艰苦的时期。

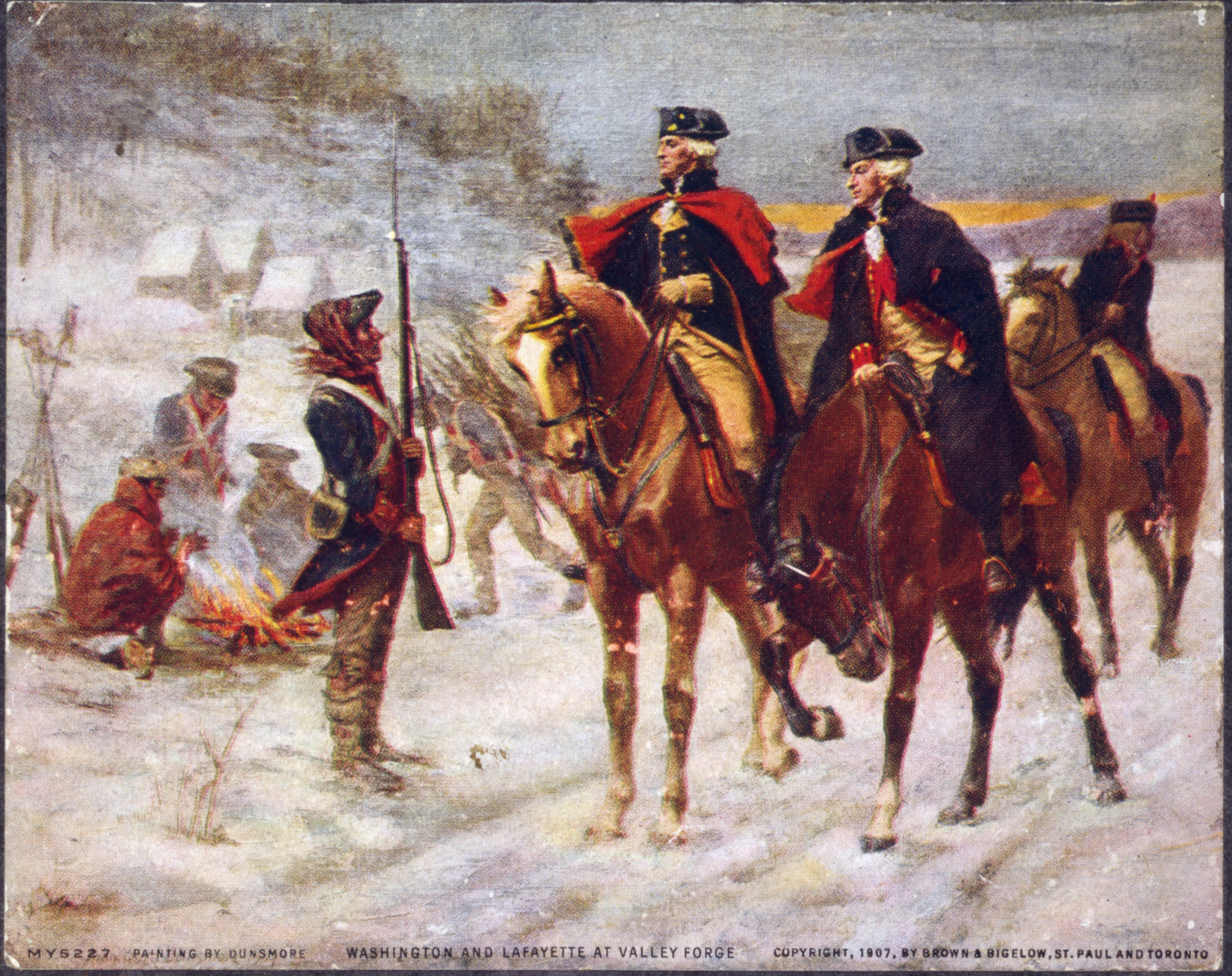
乔治·华盛顿（左）与拉法耶特（右）巡视福吉谷军营

整个冬季，饥饿、严寒以及疾病几乎每天都在夺去士兵的生命，甚至大批战马也被饿死最后用于军队的充饥食物。华盛顿当时规定士兵的每天食物标准为：一到半磅的面粉或面包，一磅咸牛肉或鱼，半磅培根或咸猪肉，半品脱豌豆或豆，以及0.25品脱威士忌酒或烈酒。但是实际上，这些定量标准根本无法满足。由于缺乏储存手段、运输问题，有些不易保存的食物在送到之前就开始腐烂，再就是食物不是丢失就是被敌军截获。对供应商来说，给大陆军供货要冒很大风险，加上大陆军缺乏硬通货，有些农户或商家宁肯卖给英军赚取英镑，也不愿意卖给大陆军，而大陆军的采购还要面临着食品特别是肉类的涨价。在建造兵营小屋的最初几天中，大陆军吃的食物是将面粉与水搅拌后摊开在加热的石头上烘出来的平淡无味的面饼糊。如此的恶劣环境，大陆军不免军心浮动，士兵们对大陆议会的无所作为的愤怒情绪与日俱增。
12月23日，华盛顿写信给大陆会议主席亨利·劳伦斯（Henry Laurens）。华盛顿说，由于缺乏补给，他的军队面临着士兵们哗变的危险。华盛顿警告说：除非得到了财政补给的大力改善，否则，这支军队不可避免面临着解散的结局。华盛顿之所以把形势讲得如此严峻，是希望大陆会议尽快予以反应。
对福吉谷来说，那个冬天并不比往年更寒冷。但是由于疾病和缺乏衣服，许多士兵无法执行任务。多年后，拉法耶特回忆说：“这些不幸的士兵们什么都缺，没有大衣、帽子、衬衫或鞋子；他们的腿脚都冻僵了，几乎变成了黑色，常常必须将其截肢。”在春季到来之前的寒冬季节里，大约有2500名大陆军因严寒导致的疾病和食物匮乏而丧生。

### 妇女们的奉献

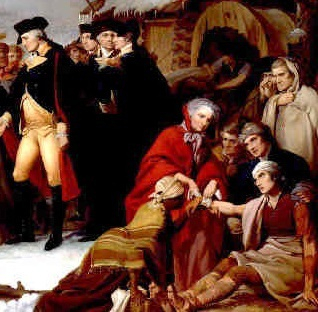
在福吉谷营地照料伤病士兵的马莎·华盛顿

在这段最艰难日子里，1778年1月7日，费城的妇女们在英军眼皮子底下，将10头用来食用的牛和2000件衬衫偷偷运进了营地，妇女们勇敢的行动缓解了大陆军的燃眉之急。
2月初，华盛顿夫人马莎·华盛顿和其他高级军官的太太也来到了福吉谷，在福吉谷逗留的几个月期间，她冒着感染疾病的险，看望生病的士兵们，给他们缝补衣裳，还带着军官太太们纺纱织布。据说，华盛顿怕马莎染病，不想让她去看伤员。马莎说：“如果你放弃战斗，我就停止为他们服务。” 
除了高级军官的太太们，在这期间，大约250-400名其他妇女跟随士兵的丈夫或男友也来到福吉谷，其中有些妇女带着孩子或身孕在身，每个小屋只能容纳12名士兵，家眷也只好和士兵挤在一起。华盛顿曾经写道：“如此众多妇女，尤其是那些怀孕或带着孩子的妇女，都显得碍手碍脚。”然而无论是行军还是宿营，妇女们却展现出了她们的宝贵价值。她们通过给士兵洗衣服或护理伤病员，让士兵们保持着清洁和健康，这对于处于艰难时刻的大陆军士兵来说，无疑是一个难能可贵的精神支柱。

### 改善后勤
1月24日，为了解营地的大陆军状况，5人组成的大陆议会代表团抵达了营地。华盛顿和他的助手们向代表团指出，由于军队规模庞大、机动性强和复杂的组织机构，后勤补给凸显脆弱不堪，建议大陆议会对后勤供应系统做出果断改革。1778年3月，大陆议会任命了纳撒尼尔·格林为后勤部长，格林是大陆军最能干的将军之一，他不仅在战场上骁勇善战，在这次后勤服务中也出色地完成了任务。随着天气转暖，斯库尔基尔河的解冻以及道路的畅通，大陆军的补给开始得到了改善。

### 整军训练

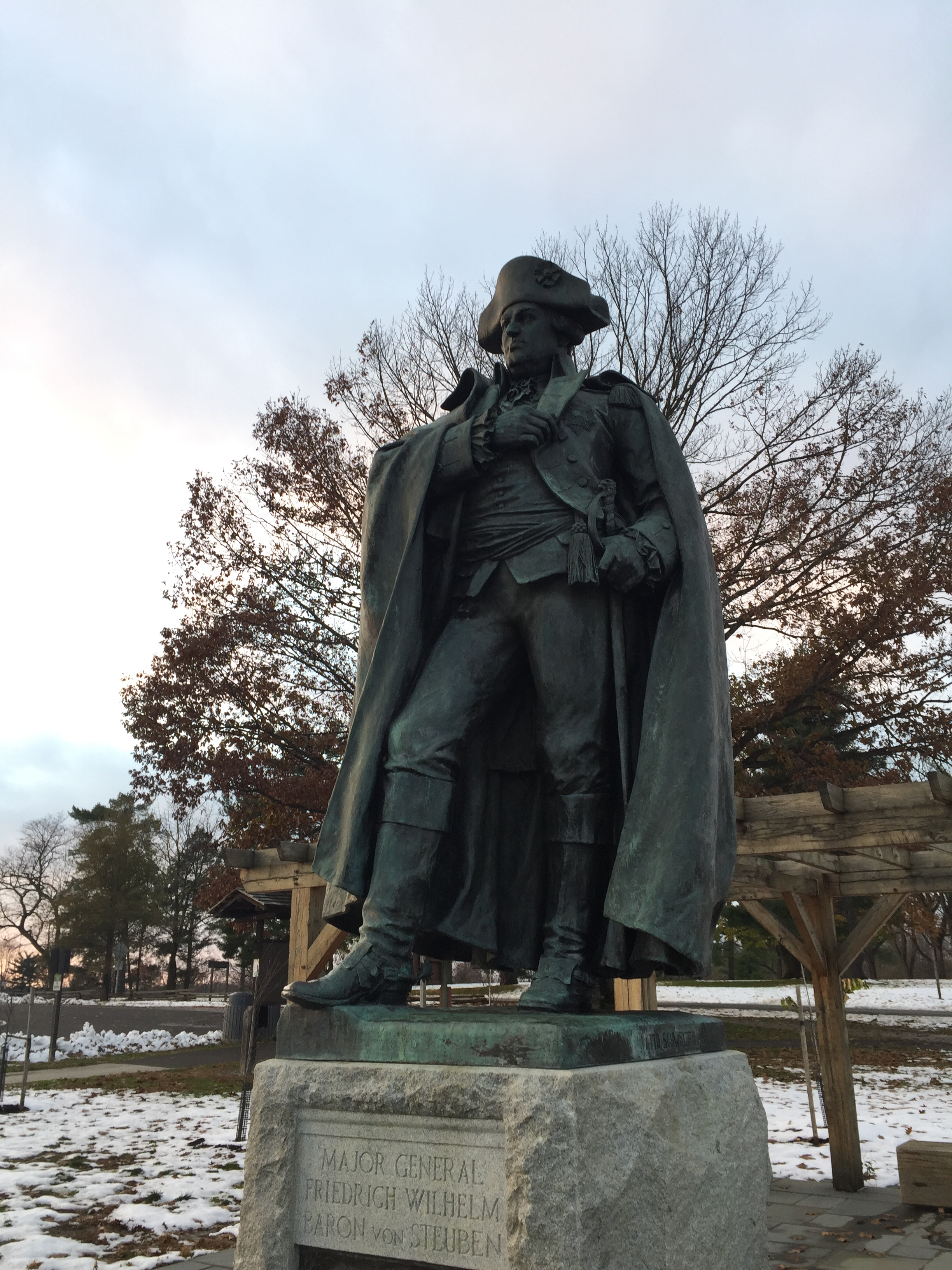
矗立在福吉谷国家历史公园的弗里德里奇·威廉·冯·斯图本男爵铜像

2月23日，来自普鲁士的职业军人弗里德里奇·威廉·冯·斯图本男爵来到福吉谷协助华盛顿训练大陆军。斯图本不会说英语，只会说德语腔很浓的法语，为了达到沟通目的，他只能向精通法语的納撒尼爾·格林或者亚历山大·汉密尔顿求助，有时甚至劳拉法耶特的“大驾”给他当翻译。
他来到福吉谷军营后，就发现了大陆军的两个问题，一是不讲卫生，到处丢垃圾，这容易引发传染病。二是我行我素，不服从命令。
严酷的环境，语言的障碍，斯图本刚开始训练大陆军其困难可想而知。然而他是一个天才教官，他向大陆军士兵讲解原因，让士兵们理解他的思路，调动士兵的积极性。在他的循序善诱的教导下。士兵们渐渐豁然开朗，个个热情高涨，训练逐渐走入正轨。在卫生方面，大陆军也开始心注意打扫营地，保持清洁。针对大陆军缺乏军事基础培训的弱点，斯图本用“以点带面”的方式，先从各军团挑出100人，加强他们在行军、布阵、射击、冲锋、拼刺刀这些军事基础技术的训练。这100人练好后，作为模范回各军团训练其他战士，他本人巡回指导。经过斯图本三个月的严格训练，大陆军面目焕然一新，由一群作风散漫、军纪不整的散兵游勇变成了一支纪律严明、战技娴熟的正规军队，大大提升了与英军的作战能力。斯图本的训练成果得到了华盛顿的大加赞赏。在福吉谷期间他又为大陆军制定了训练手册，它后来成了美国陆军守则，并一直沿用到美国南北战争。
1778年6月19日，大陆军在华盛顿的率领下奔赴新战场，福吉谷象征着美国独立战争峰回路转的里程碑。

## 美国国家历史公园

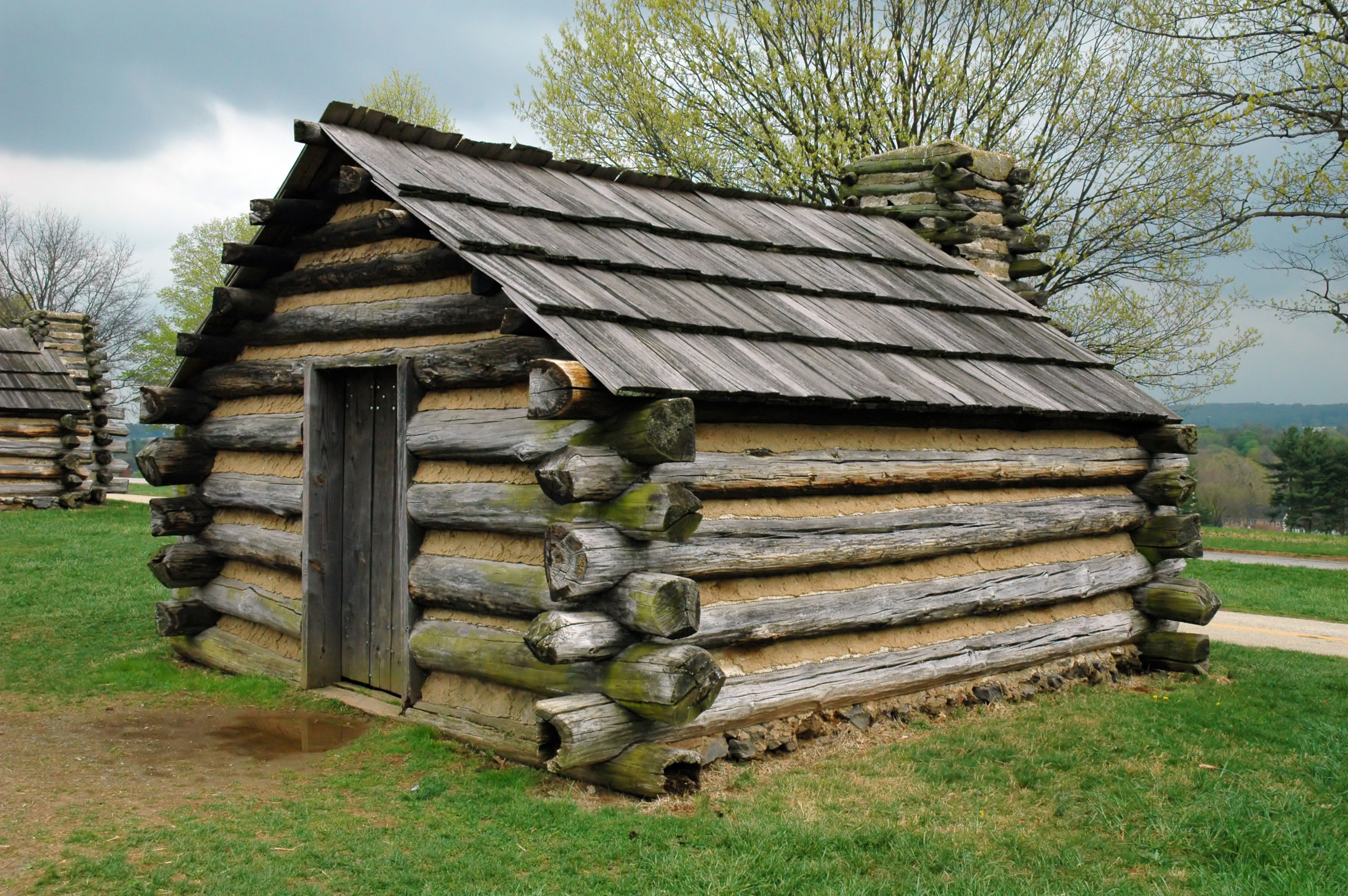
复制的兵营木屋坐落在公园各处

1961年福吉谷首次被举荐为美国国家历史公园。1976年7月4日，为纪念美国建国二百周年，美国国会通过了由杰拉尔德·福特总统签署的一项法律，授权将福吉谷作为国家历史公园列入全美国第283个国家公园。公园包含历史建筑，重建营地结构，纪念馆，博物馆和娱乐设施。公园占地3,500英亩（1400公顷），每年有超过120万人次访问。游客可以看到重建的历史建筑物，复制的兵营木屋。游客设施包括一个游客中心和拥有原始文物的博物馆，简要介绍美国革命和福吉谷营地。公园还提供42公里的徒步旅行和骑自行车路线，通往园区各历史景点。